# Traveloka
Traveloka là một công ty kỳ lân có trụ sở tại Indonesia, chuyên cung cấp dịch vụ đặt vé máy bay và đặt phòng khách sạn trực tuyến, hiện đang mở rộng nhanh chóng sang Đông Nam Á và Úc. Trong thời gian gần đây, Traveloka đã mở rộng để cung cấp các sản phẩm và dịch vụ phong cách sống, chẳng hạn như vé tham quan, các hoạt động giải trí, cho thuê xe hơi, đưa đón sân bay, đặt bàn nhà hàng và phiếu mua hàng.
Văn phòng tại Việt Nam được thành lập từ tháng 12 năm 2015 dưới loại hình công ty trách nhiệm hữu hạn. Văn phòng đặt tại quận 3, TP. Hồ Chí Minh với khoảng 200 nhân viên.

## Lịch sử
Traveloka được thành lập vào năm 2012 bởi các học viên công nghệ thông tin trở về từ Hoa Kỳ đến từ Indonesia, bao gồm Derianto Kusuma, Ferry Unardi và Albert. Họ đã tham gia thành lập công ty vào năm 2013 bởi người khởi xướng trang web theo dõi kết quả bầu cử KawalPemilu.org, Ainun Najib. Trong năm 2014, Traveloka đã mở rộng sang dịch vụ đặt phòng khách sạn thay vì chỉ đặt vé máy bay trực tuyến. Trong năm 2017, vé tàu và các tính năng phục vụ nhu cầu ăn uống đã được thêm vào. Vào thời điểm đó, công ty cho biết họ đã gây quỹ để phát triển Máy học (hoặc Học máy) và Trí tuệ nhân tạo.
Expedia trở thành nhà đầu tư thiểu số vào năm 2017, khi Traveloka hoạt động ở sáu quốc gia và quảng cáo rầm rộ ở Indonesia, Thái Lan và Việt Nam. Vào năm 2018, công ty đã mua lại ba đại lý du lịch trực tuyến: Pepipegi từ Indonesia, Mytour từ Việt Nam và Travelbook từ Philippines. Vào năm 2019, Traveloka đã đưa ra một kế hoạch bảo hiểm bảo vệ các ngôi nhà ở Indonesia, tận dụng lợi thế của Mudik - tập quán hồi hương về quê của người Indonesia (Mudik trong tiếng Indo: là việc người lao động di chuyển từ các thành phố trở về quê nhà sau khi tháng lễ Ramanda kết thúc). Cùng năm 2019, thông qua việc hợp tác với Tập đoàn Major Cineplex, dịch vụ đặt vé xem phim cũng được ra mắt tại Thái Lan. Sau đó, Traveloka đã mở bán sản phẩm bảo hiểm thị thực cho du khách Indonesia, bao gồm bảo hiểm cho tai nạn, ốm đau, trễ chuyến, hủy chuyến bay và mất hành lý. Cuối năm đó, Traveloka cũng bắt đầu đăng tải biệt thự và căn hộ vào danh mục sản phẩm cho đặt chỗ.
Vào tháng 1 năm 2019, Traveloka đã mở một trung tâm Nghiên cứu & Phát triển (R&D) tại Bangalore. Ngoài ra họ bắt đầu triển khai các ki-ốt cho phép khách du lịch mua các chuyến đi du lịch tại Singapore.
Ban đầu, Traveloka đóng vai trò như một công cụ tìm kiếm để so sánh giá vé máy bay từ nhiều trang khác nhau. Sau đó, vào giữa năm 2013, Traveloka đã biến thành một trang web đặt vé, nơi người dùng có thể đặt chỗ trên trang web chính thức của hãng. Đến năm 2019, Traveloka chuyển sang lĩnh vực dịch vụ tài chính cũng như đặt vé và đặt phòng khách sạn, đồng thời ra mắt thẻ tín dụng với Bank Rakyat Indonesia. Traveloka ra mắt thương hiệu "Xperience" lần đầu tiên vào tháng 7 năm 2019 tại Thái Lan. Người dùng của Traveloka đến từ các quốc gia: Thái Lan, Indonesia, Philippines, Việt Nam, Malaysia, Singapore và Úc.
Trước diễn biến phức tạp của Đại dịch Covid-19, vào tháng 4 năm 2020, công ty đã sa thải khoảng 100 nhân viên tại Indonesia do nhu cầu du lịch giảm đáng kể. Cũng đã có một lượng lớn khách hàng yêu cầu hoàn lại tiền cho các kế hoạch du lịch. Số lần hủy chuyến đi cũng tăng lên.
Chủ tịch Traveloka, Hendry Hendrawan, cho biết vào tháng 10 năm 2020, nhu cầu về chỗ ở khi đi du lịch đang dần phục hồi, trong lượng đặt phòng khách sạn Indonesia đã đạt 75% so với con số trước đại dịch. Một xu hướng giao dịch tích cực cũng được nhìn thấy ở các thị trường lớn khác là Thái Lan và Việt Nam, với lượng giao dịch trở lại mức trước khi bùng dịch ở Việt Nam, và Thái Lan không xa sau đại dịch。 

## Đầu tư
Vào tháng 11 năm 2012, công ty Traveloka đã công bố khoản đầu tư ban đầu của mình bởi East Ventures. Vào tháng 9 năm 2013, công ty công bố khoản đầu tư hàng loạt của Global Founders Capital. Nguồn vốn từ các khoản đầu tư được sử dụng để xây dựng các dịch vụ mới như đặt phòng khách sạn và các gói du lịch. Vào tháng 7 năm 2017, Traveloka một lần nữa nhận được 4,6 nghìn tỉ Rupiah (tương đương 7,3 nghìn tỉ đồng) từ các công ty như Expedia Inc., East Ventures, Hillhouse Capital Group, JD.com và Sequoia Capital..
Đến năm 2018, Traveloka được gọi là công ty kỳ lân.
Vào tháng 4 năm 2019, Traveloka thông báo họ đã huy động được 420 triệu đô la trong một vòng do quỹ tài sản có chủ quyền của Singapore, GIC, dẫn đầu. Vào thời điểm đó, đây là công ty khởi nghiệp du lịch trực tuyến lớn nhất ở Đông Nam Á. Trong khi đặt mục tiêu tạo ra lợi nhuận trước khi ra công chúng, công ty sau đó xem xét niêm yết kép ở Indonesia và Hoa Kỳ, nếu nó được thực hiện bằng IPO. Henry Hendrawan là chủ tịch của Traveloka Group.  Rõ ràng, việc IPO đã bị trì hoãn do nền kinh tế tăng trưởng chậm lại, cũng như các đợt IPO khó khăn của Uber và WeWork. Trong số những người ủng hộ vào thời điểm đó có GIC Pte Ltd, JD.com và Expedia, và nó đã huy động được tổng cộng 900 triệu đô la. Các cuộc đàm phán đưa ra mức định giá của công ty vào khoảng 4,5 tỷ đô la.

## Mua lại
Vào tháng 12 năm 2018, Traveloka thông báo đã mua lại ba đại lý du lịch trực tuyến (OTA) - Pegipegi của Indonesia, Mytour của Việt Nam và Travelbook của Philippines - với giá 66,8 triệu đô la Mỹ.